# Дуброво (Ярцевский район)
Дуброво — деревня в Ярцевском районе Смоленской области России. Входит в Ярцевское городское поселение.
Расположен на краю лесного массива вблизи реки Вопь в 1,5 км к северу от автодороги М1 "Москва — Смоленск — граница с Беларусью". Включает улицу Дуброво и другие.
Находится в 4 км к северо-востоку от центра города Ярцево.
До 2005 года являлась деревней в составе Петровского сельского поселения Ярцевского района. В 2005 году деревня включена в состав Ярцевского городского поселения. В 2006 году включена в городскую черту, в 2012 году исключена из реестра населенных пунктов, в 2017 году Дуброво было восстановлено как населённый пункт в категории деревня. 
Постоянного населения нет.

## История
В годы Великой Отечественной войны деревня была оккупирована гитлеровскими войсками в июле 1941 года, освобождена в сентябре 1943 года.